# Sultan (Washington)
Sultan és una població dels Estats Units a l'estat de Washington. Segons el cens del July 1, 2009 tenia 4.288 habitants.

## Demografia
Segons el cens del 2000, Sultan tenia 3344 habitants, 1.211 habitatges, i 858 famílies. La densitat de població era de 433,3 habitants per km².
Dels 1.211 habitatges en un 42,4% hi vivien nens de menys de 18 anys, en un 54,2% hi vivien parelles casades, en un 11,2% dones solteres, i en un 29,1% no eren unitats familiars. En el 23,5% dels habitatges hi vivien persones soles el 8,6% de les quals corresponia a persones de 65 anys o més que vivien soles. El nombre mitjà de persones vivint en cada habitatge era de 2,76 i el nombre mitjà de persones que vivien en cada família era de 3,25.
Per edats la població es repartia de la següent manera: un 31,2% tenia menys de 18 anys, un 7,6% entre 18 i 24, un 34,5% entre 25 i 44, un 18% de 45 a 60 i un 8,7% 65 anys o més.
L'edat mediana era de 32 anys. Per cada 100 dones de 18 o més anys hi havia 99 homes.
La renda mediana per habitatge era de 46.619 $ i la renda mediana per família de 51.038 $. Els homes tenien una renda mediana de 38.924 $ mentre que les dones 26.096 $. La renda per capita de la població era de 18.822 $. Aproximadament el 4,9% de les famílies i el 7% de la població estaven per davall del llindar de pobresa.

## Poblacions més properes
El següent diagrama mostra les poblacions més properes.